# Andesobius barilochensis
Andesobius barilochensis är en bäcksländeart som först beskrevs av Joachim Illies 1960.  Andesobius barilochensis ingår i släktet Andesobius och familjen Austroperlidae. Inga underarter finns listade i Catalogue of Life.